# Friedrich Bellermann
Johann Friedrich Bellermann (født 8. marts 1795 i Erfurt, død 5. februar 1874 i Berlin) var en tysk musikhistoriker og filolog. Han var far til komponisten og musikteoretikeren Heinrich Bellermann.
Bellermann, der var gymnasiedirektor i Berlin 1847–68, har indlagt sig megen fortjeneste om antikkens musikhistorie ved sine skrifter Die Hymnen des Dionysios und Mesomedes (1840), Anonymi scriptio de musica et cetera (1841) og Die Tonleitern und Musiknoten der Griechen (1847).